# Булково (Владимирская область)
Булково — упразднённая деревня в Александровском районе Владимирской области России.

## География
Урочище находится в северо-западной части области, в зоне хвойно-широколиственных лесов, к западу от реки Малый Киржач и автодороги 17Н-121, на расстоянии примерно 13 километров (по прямой) к северо-востоку от города Александрова, административного центра района.

### Климат
Климат характеризуется как умеренно континентальный, с умеренно тёплым летом, холодной зимой, короткой весной и облачной, часто дождливой осенью. Среднегодовая температура воздуха — +3,4 °C. Годовое количество атмосферных осадков — 549 миллиметров, из которых большая часть выпадает в тёплый период.

## История
В «Списке населенных мест Владимирской губернии по сведениям 1859 года» населённый пункт упомянут как деревня Булкова Александровского уезда, при реке Малый Киржач, расположенная между Александровско-Юрьевском просёлочным и Александровско-Переславским почтовым трактами, в 17 верстах от уездного города. В деревне насчитывалось 6 дворов и проживало 110 человек (49 мужчин и 61 женщина).
По состоянию на 1905 год, в Булкове имелся 21 двор и проживало 98 человек. В административном отношении деревня входила в состав Андреевской волости.
В советское время входила в состав Андреевского сельсовета Александровского района (в период с 1941 до 1965 годы — в составе Струнинского района). Упразднена решением облисполкома № 1493 от 26 декабря 1971 года как фактически не существующая.